# Frank Kaderabek
Frank Kaderabek   (Chicago, 24 de maig de 1929 - East Falls, 28 de desembre de 2023), nom artistic de Frank John Kaderabek, va ser un trompetista nord-americà. De 1975 a 1995, va ser trompeta principal de l'Orquestra de Filadèlfia i també professor de trompeta del Curtis Institute of Music de Filadèlfia.

## Biografia
Fill d'immigrants txecs, va estudiar amb Edward Masacek i Adolph Herseth i es va traslladar a Nova York per estudiar amb Harry Glantz i Nathan Prager. Va ser trompeta principal de la Simfònica de Dallas (1953-1958), assistent/tercera trompeta amb l'Orquestra Simfònica de Chicago (1958-1967) i principal de l'Orquestra Simfònica de Detroit (1967-1975) abans d'unir-se a l'Orquestra de Filadèlfia sota la direcció de l'Orquestra d'Eugene Ormandy. Molts dels seus estudiants particulars i estudiants de Curtis ara toquen a les principals orquestres. És considerat àmpliament com un dels millors trompetistes i professors del món.

Kaderabek va romandre a la facultat de la Universitat de West Chester, on va exercir com a professor adjunt. Mentre és allà, Kaderabek dona a tots els seus estudiants lliçons d'una hora cada dues setmanes en lloc de lliçons de mitja hora cada setmana, dient:
"No pots aconseguir res que valgui la pena en només mitja hora. Aleshores només acabes de dir "hola". "
Kaderabek va fer un clínic al primer festival anual de trompetes de la Universitat de West Chester sobre els fonaments de la trompeta i també va participar en els tallers internacionals de metalls Claude Gordon des de 1984 fins a l'últim el 1993.
Kaderabek va morir a casa seva a East Falls, Pennsilvània, el 28 de desembre de 2023, a l'edat de 94 anys.